# Губкинский район
Гу́бкинский район — административно-территориальная единица (район) в Белгородской области России.
В рамках организации местного самоуправления в его границах находится муниципальное образование Гу́бкинский городско́й о́круг, образованное вместо упразднённого одноимённого муниципального района (включая город Губкин).
Административный центр — город Губкин.

## География
Расположен на севере Белгородской области.
Граничит:
- на севере — с Мантуровским районом Курской области;
- на западе — с Прохоровским районом;
- на юге — с Корочанским районом;
- на юго-востоке — с Чернянским районом;
- на востоке — со Старооскольским городским округом.

## История
На момент образования области (1954 год) на территории современного Губкинского района существовало два района — Боброводворский и Скороднянский. В 1959 году административный центр Боброводворского района из села Бобровы Дворы был перенесён в город Губкин Старооскольского района, и Боброводворский район был преобразован в Губкинский, в 1963 году район был упразднён, а 12 января 1965 года восстановлен.
В 2004 году согласно Федеральному закону «Об общих принципах организации местного самоуправления в Российской Федерации» в составе одноимённого муниципального района было образовано 2 городских (Город Губкин, Посёлок Троицкий) и 10 сельских поселений (Архангельское, Боброводворское, Богословское, Вислодубравское, Истобнянское, Коньшинское, Никаноровское, Осколецкое, Скородненское, Чуевское).
30 марта 2005 года Осколецкое сельское поселение было присоединено к городскому поселению «Город Губкин».
В составе муниципального района «Город Губкин и Губкинский район» до 7 сентября 2007 года входили 11 муниципальных образований:
- 2 городских поселения 
  - Город Губкин,
  - Посёлок Троицкий
- 9 сельских поселений 
  - Архангельское,
  - Боброводворское,
  - Богословское,
  - Вислодубравское,
  - Истобнянское,
  - Коньшинское,
  - Никаноровское,
  - Скороднянское,
  - Чуевское.

Законом Белгородской области от 7 сентября 2007 года все муниципальные образования, входящие в состав муниципального района «Город Губкин и Губкинский район» (городские и сельские поселения) были упразднены и путём объединения преобразованы в Губкинский городской округ.
13 марта 2013 года села Зареченка и Новосёловка  Осколецкой территориальной администрации включены в городскую черту г. Губкина и упразднены как самостоятельные населённые пункты.
Гу́бкинский район как административно-территориальная единица сохраняет свой статус, наряду с городом областного значения Губкин. Соответствующие городскому и сельским поселениям муниципальные округа (административно-территориальные единицы муниципальных образований) не образовывались.

## Население
Район
| Численность населения района | Численность населения района | Численность населения района | Численность населения района | Численность населения района | Численность населения района | Численность населения района |
| 1959                         | 1970                         | 1979                         | 1989                         | 2002                         | 2010                         | 2024                         |
| ---------------------------- | ---------------------------- | ---------------------------- | ---------------------------- | ---------------------------- | ---------------------------- | ---------------------------- |
| 56 760                       | ↘43 638                      | ↘39 846                      | ↘33 809                      | ↗33 974                      | ↘33 561                      | ↘28 924                      |

Городской округ
| 2009     | 2010     | 2011     | 2012     | 2013     | 2014     | 2015     | 2016     | 2017     |
| -------- | -------- | -------- | -------- | -------- | -------- | -------- | -------- | -------- |
| 120 128  | ↗122 121 | ↘122 076 | ↘121 628 | ↘121 133 | ↘120 577 | ↘119 817 | ↘119 122 | ↘118 612 |
| 2018     | 2019     | 2020     | 2021     | 2024     |          |          |          |          |
| ↘117 965 | ↘117 017 | ↘116 486 | ↘114 989 | ↘112 690 |          |          |          |          |

### Урбанизация
В городских условиях (город Губкин) проживают  74,33 % населения района.

### Национальный состав
По итогам переписи населения 2020 года проживали следующие национальности (национальности менее 0,1 % и другое, см. в сноске к строке «Другие»):
| Национальность | Численность, чел. | Доля     |
| -------------- | ----------------- | -------- |
| Русские        | 102 920           | 89,51 %  |
| Украинцы       | 725               | 0,63 %   |
| Турки          | 322               | 0,28 %   |
| Азербайджанцы  | 221               | 0,19 %   |
| Армяне         | 209               | 0,18 %   |
| Другие         | 10 592            | 9,21 %   |
| Итого          | 114 989           | 100,00 % |

## Территориальные администрации
В городской округ входят город Губкин и 19 сельских территориальных администраций, не образующих муниципальных образований.
Количество населённых пунктов по территориальным администрациям:
| - Город Губкин — 1; - Архангельская — 3; - Боброводворская — 10; - Богословская — 6; - Вислодубравская — 6; - Ивановская — 4; - Истобнянская — 3; - Коньшинская — 6; - Мелавская — 2; - Никаноровская — 7; - Осколецкая — 5; | - Сапрыкинская — 6; - Сергиевская — 6; - Скороднянская — 7; - Теплоколодезянская — 1; - Толстянская — 6; - Троицкая — 2; - Уколовская — 5; - Чуевская — 5; - Юрьевская — 7. |

## Населённые пункты
В район (городской округ) входят 98 населённых пунктов, включая 1 город и 97 сельских населённых пунктов (5 посёлков, 56 сёл и 38 хуторов):
| №  | Населённый пункт | Тип     | Население (чел.) | Территориальная администрация | Муниципальное образование (2004—2007)                              |
| -- | ---------------- | ------- | ---------------- | ----------------------------- | ------------------------------------------------------------------ |
| 1  | Аверино          | село    | ↗850             | Осколецкая                    | Осколецкое сельское поселение / городское поселение «Город Губкин» |
| 2  | Александровский  | хутор   | ↘41              | Богословская                  | Богословское сельское поселение                                    |
| 3  | Архангельское    | село    | ↘980             | Архангельская                 | Архангельское сельское поселение                                   |
| 4  | Бобровы Дворы    | село    | ↗1270            | Боброводворская               | Боброводворское сельское поселение                                 |
| 5  | Богомолье        | хутор   | ↗61              | Истобнянская                  | Истобнянское сельское поселение                                    |
| 6  | Богородицкое     | село    | ↘190             | Боброводворская               | Боброводворское сельское поселение                                 |
| 7  | Богословка       | село    | ↘382             | Богословская                  | Богословское сельское поселение                                    |
| 8  | Большое Становое | хутор   | ↘15              | Чуевская                      | Чуевское сельское поселение                                        |
| 9  | Весёлый          | хутор   | ↗13              | Боброводворская               | Боброводворское сельское поселение                                 |
| 10 | Вислая Дубрава   | село    | ↘589             | Вислодубравская               | Вислодубравское сельское поселение                                 |
| 11 | Высокий          | хутор   | ↘31              | Мелавская                     | Истобнянское сельское поселение                                    |
| 12 | Губкин           | город   | ↘83 766          |                               | городское поселение «Город Губкин»                                 |
| 13 | Гущино           | село    | ↗252             | Архангельская                 | Архангельское сельское поселение                                   |
| 14 | Дальняя Ливенка  | село    | ↘151             | Богословская                  | Богословское сельское поселение                                    |
| 15 | Долгое           | село    | ↘396             | Вислодубравская               | Вислодубравское сельское поселение                                 |
| 16 | Дубравка         | хутор   | →16              | Богословская                  | Богословское сельское поселение                                    |
| 17 | Дубянка          | село    | ↘111             | Сапрыкинская                  | Богословское сельское поселение                                    |
| 18 | Евгеньевка       | село    | ↗130             | Сергиевская                   | Боброводворское сельское поселение                                 |
| 19 | Жилин Колодезь   | хутор   | ↘128             | Коньшинская                   | Коньшинское сельское поселение                                     |
| 20 | Жильцово         | хутор   | →0               | Скороднянская                 | Скороднянское сельское поселение                                   |
| 21 | Загорный         | посёлок | →2               | Сергиевская                   | Боброводворское сельское поселение                                 |
| 22 | Зайцево          | хутор   | ↗77              | Юрьевская                     | Коньшинское сельское поселение                                     |
| 23 | Залесье          | хутор   | ↗10              | Скороднянская                 | Скороднянское сельское поселение                                   |
| 24 | Заломное         | село    | ↘398             | Вислодубравская               | Вислодубравское сельское поселение                                 |
| 25 | Заповедный       | посёлок | ↗166             | Сергиевская                   | Боброводворское сельское поселение                                 |
| 26 | Ивановка         | село    | ↘479             | Ивановская                    | городское поселение «Посёлок Троицкий»                             |
| 27 | Ивановка         | село    | ↘108             | Толстянская                   | Скороднянское сельское поселение                                   |
| 28 | Ивановка         | село    | ↘46              | Юрьевская                     | Коньшинское сельское поселение                                     |
| 29 | Ильинка          | хутор   | ↘24              | Никаноровская                 | Никаноровское сельское поселение                                   |
| 30 | Истобное         | село    | ↘1478            | Истобнянская                  | Истобнянское сельское поселение                                    |
| 31 | Казацкая Степь   | посёлок | →495             | Троицкая                      | городское поселение «Посёлок Троицкий»                             |
| 32 | Калинин          | хутор   | ↘167             | Никаноровская                 | Никаноровское сельское поселение                                   |
| 33 | Кандаурово       | село    | ↘220             | Осколецкая                    | Осколецкое сельское поселение / городское поселение «Город Губкин» |
| 34 | Кашары           | хутор   | ↘10              | Юрьевская                     | Коньшинское сельское поселение                                     |
| 35 | Кладовое         | село    | →241             | Боброводворская               | Боброводворское сельское поселение                                 |
| 36 | Колодезный       | хутор   | ↘17              | Коньшинская                   | Коньшинское сельское поселение                                     |
| 37 | Коньшино         | село    | →595             | Коньшинская                   | Коньшинское сельское поселение                                     |
| 38 | Копцево          | село    | ↗246             | Сапрыкинская                  | Богословское сельское поселение                                    |
| 39 | Коренёк          | хутор   | →53              | Скороднянская                 | Скороднянское сельское поселение                                   |
| 40 | Корочка          | село    | ↘187             | Толстянская                   | Скороднянское сельское поселение                                   |
| 41 | Кочки            | хутор   | →84              | Толстянская                   | Скороднянское сельское поселение                                   |
| 42 | Красноплотава    | хутор   | ↗14              | Коньшинская                   | Коньшинское сельское поселение                                     |
| 43 | Красносолдатский | хутор   | ↘23              | Коньшинская                   | Коньшинское сельское поселение                                     |
| 44 | Кретов-Второй    | хутор   | →10              | Никаноровская                 | Никаноровское сельское поселение                                   |
| 45 | Кретов-Первый    | хутор   | ↘36              | Никаноровская                 | Никаноровское сельское поселение                                   |
| 46 | Куфлиёвка        | хутор   | →2               | Юрьевская                     | Коньшинское сельское поселение                                     |
| 47 | Лопухинка        | село    | ↗231             | Архангельская                 | Архангельское сельское поселение                                   |
| 48 | Малахово         | село    | ↘19              | Сапрыкинская                  | Богословское сельское поселение                                    |
| 49 | Мелавое          | село    | ↗521             | Мелавская                     | Истобнянское сельское поселение                                    |
| 50 | Меловой Брод     | хутор   | ↘37              | Осколецкая                    | Осколецкое сельское поселение / городское поселение «Город Губкин» |
| 51 | Михайловский     | хутор   | →47              | Ивановская                    | городское поселение «Посёлок Троицкий»                             |
| 52 | Морозово         | село    | ↘556             | Никаноровская                 | Никаноровское сельское поселение                                   |
| 53 | Муравка          | хутор   | ↘64              | Чуевская                      | Чуевское сельское поселение                                        |
| 54 | Никаноровка      | село    | ↘944             | Никаноровская                 | Никаноровское сельское поселение                                   |
| 55 | Новоматвеевка    | хутор   | →11              | Коньшинская                   | Коньшинское сельское поселение                                     |
| 56 | Новосёловка      | село    | ↗102             | Чуевская                      | Чуевское сельское поселение                                        |
| 57 | Новосёловка      | хутор   | ↘68              | Уколовская                    | Никаноровское сельское поселение                                   |
| 58 | Огиблянка        | село    | ↗123             | Толстянская                   | Скороднянское сельское поселение                                   |
| 59 | Октябрьский      | хутор   | ↘36              | Уколовская                    | Никаноровское сельское поселение                                   |
| 60 | Ольховатка       | село    | ↘312             | Скороднянская                 | Скороднянское сельское поселение                                   |
| 61 | Ольшанка-Вторая  | село    | ↘28              | Уколовская                    | Никаноровское сельское поселение                                   |
| 62 | Ольшанка-Первая  | село    | ↗26              | Уколовская                    | Никаноровское сельское поселение                                   |
| 63 | Осиновский       | хутор   | ↗28              | Ивановская                    | городское поселение «Посёлок Троицкий»                             |
| 64 | Осколец          | село    | ↗414             | Осколецкая                    | Осколецкое сельское поселение / городское поселение «Город Губкин» |
| 65 | Падина           | хутор   | →5               | Юрьевская                     | Коньшинское сельское поселение                                     |
| 66 | Панки            | село    | ↘104             | Ивановская                    | городское поселение «Посёлок Троицкий»                             |
| 67 | Первый Ложок     | хутор   | ↘21              | Скороднянская                 | Скороднянское сельское поселение                                   |
| 68 | Петровки         | село    | ↘176             | Вислодубравская               | Вислодубравское сельское поселение                                 |
| 69 | Писарёвка        | хутор   | →45              | Чуевская                      | Чуевское сельское поселение                                        |
| 70 | Плоский          | хутор   | ↗32              | Боброводворская               | Боброводворское сельское поселение                                 |
| 71 | Попов Верх       | хутор   | ↗22              | Никаноровская                 | Никаноровское сельское поселение                                   |
| 72 | Присынки         | село    | ↘236             | Сергиевская                   | Боброводворское сельское поселение                                 |
| 73 | Пугачи           | хутор   | ↗74              | Сергиевская                   | Боброводворское сельское поселение                                 |
| 74 | Роскошный        | хутор   | ↗16              | Боброводворская               | Боброводворское сельское поселение                                 |
| 75 | Рябиновка        | село    | ↗58              | Сапрыкинская                  | Богословское сельское поселение                                    |
| 76 | Сакменка         | хутор   | ↗32              | Истобнянская                  | Истобнянское сельское поселение                                    |
| 77 | Сапрыкино        | село    | ↗352             | Сапрыкинская                  | Богословское сельское поселение                                    |
| 78 | Сергиевка        | село    | ↗983             | Сергиевская                   | Боброводворское сельское поселение                                 |
| 79 | Скородное        | село    | ↘3416            | Скороднянская                 | Скороднянское сельское поселение                                   |
| 80 | Солнцево         | село    | ↘104             | Боброводворская               | Боброводворское сельское поселение                                 |
| 81 | Старовка         | село    | ↘135             | Боброводворская               | Боброводворское сельское поселение                                 |
| 82 | Степное          | посёлок | ↘101             | Юрьевская                     | Коньшинское сельское поселение                                     |
| 83 | Степь            | хутор   | ↘4               | Толстянская                   | Скороднянское сельское поселение                                   |
| 84 | Строкино         | село    | ↘151             | Вислодубравская               | Вислодубравское сельское поселение                                 |
| 85 | Телешовка        | село    | ↘225             | Скороднянская                 | Скороднянское сельское поселение                                   |
| 86 | Тёплый Колодезь  | село    | →1198            | Теплоколодезянская            | городское поселение «Город Губкин»                                 |
| 87 | Толстое          | село    | ↘575             | Толстянская                   | Скороднянское сельское поселение                                   |
| 88 | Троицкий         | посёлок | ↘5429            | Троицкая                      | городское поселение «Посёлок Троицкий»                             |
| 89 | Уколово          | село    | ↘447             | Уколовская                    | Никаноровское сельское поселение                                   |
| 90 | Успенка          | село    | ↘131             | Сапрыкинская                  | Богословское сельское поселение                                    |
| 91 | Хворостянка      | село    | ↗311             | Богословская                  | Богословское сельское поселение                                    |
| 92 | Чапкино          | село    | ↘195             | Вислодубравская               | Вислодубравское сельское поселение                                 |
| 93 | Чаплыжный        | хутор   | →0               | Осколецкая                    | Осколецкое сельское поселение / городское поселение «Город Губкин» |
| 94 | Чибисовка        | село    | ↗45              | Богословская                  | Богословское сельское поселение                                    |
| 95 | Чуево            | село    | ↗987             | Чуевская                      | Чуевское сельское поселение                                        |
| 96 | Шорстово         | село    | ↘191             | Боброводворская               | Боброводворское сельское поселение                                 |
| 97 | Юрьевка          | село    | ↘355             | Юрьевская                     | Коньшинское сельское поселение                                     |
| 98 | Юшково           | село    | ↗293             | Боброводворская               | Боброводворское сельское поселение                                 |

### Упразднённые населённые пункты
- хутор Головиновка (Вислодубравское сельское поселение), 4 марта 2005 года[35]
- хутор Новотроицкий (Никаноровское сельское поселение), 4 марта 2005 года[35]
- хутор Холодный Колодец (Никаноровское сельское поселение), 4 марта 2005 года[35]
- село Зареченка (городское поселение «Город Губкин», Осколецкая территориальная администрация), 26 февраля 2013 года[36]
- село Новосёловка (городское поселение «Город Губкин», Осколецкая территориальная администрация), 26 февраля 2013 года[36]

## Местное самоуправление
Глава администрации Губкинского городского округа с 5 апреля 2021 года — Лобазнов Михаил Александрович, ранее бывший заместитель начальника департамента строительства и архитектуры Старооскольского городского округа.

## Экономика
К основным отраслям экономики округа относятся:
- добывающая и перерабатывающая промышленность (добыча железной руды, производство окатышей, губчатого железа и стали);
- пищевая промышленность (производство мяса, колбасных и хлебобулочных изделий);
- производство стройматериалов;
- производство комбикормов;
- сельское хозяйство (производство зерновых, сахарной свёклы и подсолнечника).

## Культура
На территории Губкинского городского округа функционируют:
- 39 библиотек;
- 33 клубных учреждения;
- краеведческий музей;
- мемориально-культурный комплекс В. Ф. Раевского;
- 5 детских музыкальных школ;
- художественная школа;
- театр для детей и молодежи.

## Особо охраняемые природные территории
На территории района расположено два участка заповедника «Белогорье» — «Ямская Степь» и «Лысые Горы».